# Hechtia purpusii
Hechtia purpusii är en gräsväxtart som beskrevs av Townshend Stith Brandegee. Hechtia purpusii ingår i släktet Hechtia och familjen Bromeliaceae. Inga underarter finns listade i Catalogue of Life.